# Fegato
Il fegato è il più grande organo viscerale solido e la più grande ghiandola del corpo umano rappresentando circa il 2%–3% del peso corporeo medio.

## Storia
Il lavoro dell’anatomista Sir James Cantlie fornì, nel 1897, la prima suddivisione accurata tra il lobo destro e sinistro del fegato. Successivamente, il chirurgo e anatomista francese Claude Couinaud offrì ulteriori contributi introducendo i segmenti di Couinaud, basati sulla vascolarizzazione epatica. Questi studi fondamentali hanno fornito una struttura di riferimento per le discussioni mediche e chirurgiche sull’anatomia epatica e sono stati essenziali per il progresso della medicina moderna.

## Disposizione e rapporti

L'apparato digerente, si nota il fegato e i suoi principali rapporti

Il fegato ha sede sopramesocolica e occupa tutto l'ipocondrio destro, gran parte dell'epigastrio e porzioni variabili dell'ipocondrio sinistro. In alto è in rapporto con il diaframma e, tramite questo, con la base polmonare destra, il cuore e i rispettivi rivestimenti (pleura e pericardio).
In avanti, lateralmente e indietro, il fegato è in rapporto con la parte inferiore dell'emicostato destro e la parete addominale superiore. Posteriormente è in rapporto con la vena cava inferiore, l'esofago e le vertebre dorsali tra la 9° e la 12°.
In basso è in rapporto con il surrene e il rene destro, il piloro, il duodeno e la testa del pancreas, la colecisti e la flessura epatica del colon. Medialmente è in rapporto con lo stomaco.
Esistono notevoli variazioni interindividuali nella disposizione spaziale del fegato che nei longitipi è più spesso verticale mentre nei brachitipi è orizzontale. Ha una forma prismatica con base laterale destra e nei soggetti adulti pesa 1.400 - 1.800 g (maschi) e 1.200 - 1.400 g (femmine). Il diametro varia tra:
- trasverso: 20 - 23 e 25 - 28 cm
- antero-posteriore: 10 - 13 e 16 - 19 cm
- cranio-caudale:  e 15 - 17 cm

### Rivestimento
Il fegato è rivestito da una capsula detta capsula di Glisson o capsula glissoniana in continuità con l'impalcatura stromale intraepatica, e avvolto dal peritoneo come da un sacco dotato di una piccola fessura nella metà destra della faccia posteriore (area nuda).

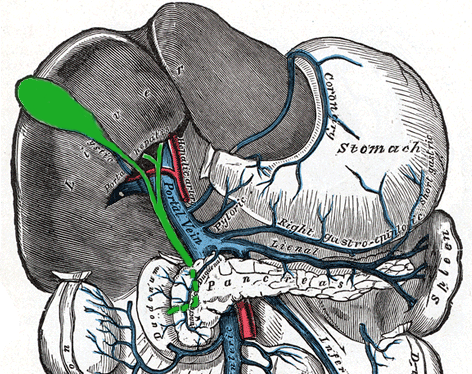
Ilo epatico. Si notano le vie biliari, la vena porta e l'arteria epatica, con i loro rapporti con alcuni degli organi adiacenti.

### Legamenti
Il fegato possiede alcuni legamenti peritoneali che lo connettono ad altri organi, alla parete addominale anteriore e al diaframma:
- il legamento falciforme
- il legamento rotondo
- il legamento coronario
- il legamento triangolare sinistro
- il legamento venoso
- il piccolo omento, detto anche piccolo epiploon o legamento epato-gastrico-duodenale

#### Legamento falciforme
È formato da due foglietti posti sulle facce anteriore e superiore del fegato e classicamente viene considerato il divisore dei suoi lobi destro e sinistro. Superiormente i due foglietti divergono e costituiscono il legamento coronario.

#### Legamento rotondo
È un residuo della vena ombelicale, costituisce la prosecuzione inferiore del legamento falciforme e sporge dal fegato nella cavità addominale, dividendo, sulla superficie posteriore dell'organo, il lobo sinistro dal lobo quadrato.

#### Legamento coronario
È la prosecuzione sulla superficie posteriore dei foglietti del legamento falciforme. Nel lobo sinistro il legamento coronario si fonde con il foglietto sinistro del legamento venoso dando origine al legamento triangolare sinistro, nel lobo destro si fonde con il foglietto destro del legamento venoso dando origine al legamento triangolare destro. Qui delimita anche l'area nuda triangolare del fegato a diretto contatto con il diaframma, così come una più piccola presso il lobo sinistro.

#### Legamento triangolare sinistro
È costituito da un doppio strato peritoneale che si continua anteriormente con il legamento falciforme e posteriormente con il piccolo omento. Il legamento triangolare destro è invece una continuazione del legamento coronario.

#### Legamento venoso
È il residuo dell'anastomosi venosa presente durante la vita fetale tra la vena porta e la vena epatica sinistra (dotto venoso di Aranzio). Decorre nel solco del legamento venoso, localizzato sulla superficie posteriore del fegato, opposto al legamento falciforme. Divide il lobo sinistro del fegato dal lobo caudato.

#### Piccolo omento
È una piega peritoneale che connette la superficie posteriore del fegato alla piccola curvatura dello stomaco (pars flaccida) e alla prima porzione del duodeno (pars tensa). La pars tensa contiene al suo interno le formazioni del peduncolo epatico. Delimita il foro epiploico di Winslow. Ha una forma che viene definita a "L", dove la linea verticale corrisponde al legamento venoso e quella orizzontale alla prosecuzione del piccolo omento a livello dell'ilo. Esso si continua anche nel legamento coronario a destra e nel legamento triangolare sinistro.

### Vascolarizzazione ed innervazione

#### Vascolarizzazione
Il sangue arterioso raggiunge il fegato grazie all'arteria epatica che nasce dal tronco celiaco come arteria epatica comune, diventa arteria epatica vera e propria dopo aver dato origine all'arteria gastrica destra, all'arteria gastroduodenale e all'arteria cistica, ovvero dopo essersi divisa a livello dell'ilo epatico in due rami, destro e sinistro, per ciascun lobo epatico.

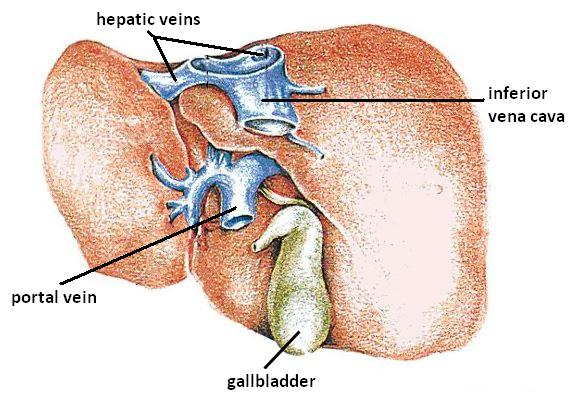
Il disegno illustra i due sistemi venosi epatici

Dopo aver ricevuto le vene gastrische, cistiche e paraombelicali, la vena porta raggiunge l'ilo epatico e si divide in due rami, destro (più corto e diametro maggiore) e sinistro. Alcune vene che raggiungono il fegato senza confluire nella vena porta costituiscono le cosiddette vene porte accessorie.
All'interno del parenchima epatico dai rami dell'arteria epatica e della vena porta originano inizialmente i vasi per i due emifegati (rami di I ordine), da cui si originano poi i rami per i quattro settori epatici (rami di II ordine) e da ultimo i rami per i segmenti epatici (rami di III ordine) ad eccezione del I segmento che presenta un ramo arterioso a sé stante, generalmente di calibro ridotto.
Vi sono poi le vene epatiche che derivano dalla confluenza di collettori venosi di calibro progressivamente maggiore (vene centro- e sottolobulari) all'interno del parenchima epatico che connettono il fegato alla vena cava inferiore, senza alcun rapporto con l'ilo epatico.
Si distinguono vene a confluenza:
- sovrapetica
  - la vena destra che drena il sangue dell'VIII segmento e dei settori congiunti V, VI e VII
  - la vena media che drena il sangue dei segmenti IV, V e VIII
  - la vena sinistra che drena il sangue dei segmenti II, III e IV
- sottoepatica che drenano il sangue del I segmento e del parenchima paracavale del VI e VII segmento
- retroepatica che drenano il sangue del VI e VII segmento

Il calibro delle vene epatiche è generalmente proporzionale al volume epatico drenato e quello della vena epatica destra risulta inversamente proporzionale a quello delle altre.

#### Vasi linfatici
I vasi linfatici seguono le ramificazioni dei dotti biliari fino all'ilo epatico e raggiungono i linfonodi iliari collegati alle stazioni linfonodali celiache, paracavali e sopraduodenali.

#### Innervazione
Il parenchima epatico è innervato dal sistema simpatico e parasimpatico. All'interno del fegato i nervi seguono i rami dei vasi sanguigni e delle vie biliari.

##### Innervazione simpatica
L'innervazione simpatica proviene dalla colonna cellulare intermediolaterale dei segmenti spinali compresi tra il 7° e il 10° toracico. Gli assoni originati a questi livelli escono attraverso le radici anteriori , i nervi spinali e i rami comunicanti bianchi per raggiungere e attraversare i gangli simpatici del tronco simpatico.
Gli assoni simpatici pre-gangliari raggiungono i gangli vertebrali per mezzo dei nervi splancnici toracici e creano sinapsi con le cellule nervose all'interno dei gangli. La maggior parte delle fibre simpatiche post-gangliari trae origine dai gangli celiaci e una piccola parte dai gangli dell'ilo.

##### Innervazione parasimpatica
L'innervazione parasimaptica è fornita da entrambi i tronchi vagali con il tronco posteriore che attraversa, con qualche ramo, la porzione destra del plesso celiaco senza tuttavia formare sinapsi al suo interno. Il tronco vagale anteriore raggiunge il fegato attraverso il legamento epato-gastrico dalla superficie anteriore dell'esofago e dello stomaco.
I nervi parasinaptici pre-gangliari e sinaptici post-gangliali formano il plesso epatico anteriore - posto anteriormente all'arteria epatica e composto principalmente da fibre che hanno origine dalla porzione sinistra del plesso celiaco e dal ramo addominale destro del tronco vagale anteriore - e il plesso epatico posteriore, posto dietro le vene portali e le vie biliari, riceve fibre dal ganglio celiaco destro e dal tronco vagale posteriore.

## Struttura

### Anatomia macroscopica
È costituito dal parenchima epatico propriamente detto e da un'impalcatura stromale contenente vasi e dotti biliari. Anatomicamente il fegato è suddiviso in:
- 5 facce: superiore, inferiore, anteriore, posteriore, destra
- un margine anteroinferiore
- 4 lobi: destro, sinistro, quadrato e caudato
- 8 segmenti (classificazione di Couinaud)

#### Facce

##### Faccia superiore
Si trova a livello dell'area compresa tra il margine superiore della 5ª costola e quello inferiore della 6ª. È la più ampia, possiede una forma a pera, ed è separata dalla cupola diaframmatica destra dal peritoneo. Fa eccezione un'area triangolare in cui i due foglietti del legamento falciforme divergono, determinando diretto contatto tra il diaframma e quest'organo.

##### Faccia anteriore
È convessa e ha forma triangolare. Si colloca a livello dell'area tra il margine inferiore della 6ª costa e quello superiore della 10ª. È anch'essa rivestita dal peritoneo fatta eccezione per l'inserzione del legamento falciforme. Parte di quest'area è in rapporto con il diaframma, che la copre anteriormente. Talvolta sono distinguibili lievi depressioni allungate, le impronte costali. Costituisce la superficie antero-inferiore del lobo destro e del lobo sinistro.

##### Faccia destra
Risulta convessa e in rapporto con la cupola diaframmatica destra, che ne modella la forma e la separa dal polmone destro. Il diaframma la copre anteriormente dalla sesta alla nona o decima costa. Comprende la superficie laterale destra del lobo destro.

##### Faccia posteriore
Risulta ampia, convessa a destra ma con una concavità determinata dalla convessità della colonna vertebrale. Comprende la superficie posteriore del lobo destro del fegato e il lobo caudato. È unita al diaframma da tessuto connettivo lasso e costituisce un'ampia area nuda triangolare. Lateralmente all'ilo epatico presenta una fossa verticale in cui è alloggiata la vena cava inferiore.
Al di sotto dell'area nuda, vi è una lieve depressione triangolare, l'impronta surrenale, lateralmente e inferiormente a essa una concavità ovale piuttosto profonda che costituisce invece l'impronta renale, determinata dal rene destro. Medialmente all'impronta renale vi è un'altra lieve concavità ovalare, l'impronta duodenale, determinata dalla prima porzione del duodeno. Inferiormente all'impronta renale vi è una depressione semicircolare, l'impronta colica, determinata dalla flessura epatica.

##### Faccia inferiore
Comprende la superficie posteriore di gran parte del lobo sinistro e della metà inferiore del lobo destro, nonché l'ilo epatico e il lobo quadrato. In una fossa poco profonda postero-medialmente alla vena cava inferiore alloggia la colecisti. Sul lobo sinistro sono presenti l'impronta gastrica e l'impronta esofagea, due depressioni adiacenti. L'impronta colica può talvolta trovarsi su questa faccia.

#### Lobi

##### Lobo destro
Il più voluminoso dell'organo, ha forma vagamente cupolare che comprende almeno in parte tutte le cinque facce del fegato. Viene suddiviso in due settori: anteriore e posteriore, dalla scissura laterale destra che congiunge il margine destro della vena cava inferiore al punto di mezzo del margine anteriore del lobo destro e corrisponde al decorso della vena epatica destra.

##### Lobo sinistro
Ha un volume pari a circa la metà del destro ed esso è più sottile, ha forma triangolare.

##### Lobo quadrato
Si trova sulla superficie posteriore del fegato, e appare come una sporgenza quadrangolare; è funzionalmente correlato al lobo sinistro. I suoi confini sono a destra la fossa cistica e la colecisti, superiormente l'ilo epatico, lateralmente il legamento rotondo.

##### Lobo caudato
Detto anche lobo di Spigelio è una sporgenza della superficie posteriore del fegato, formato dal processo papillare e dal processo caudato; è funzionalmente correlato anch'esso al lobo sinistro. È delimitato inferiormente dall'ilo epatico, lateralmente dal legamento venoso, superiormente dalle vene epatiche e medialmente dalla vena cava inferiore.

#### Segmenti
I segmenti epatici sono nove in tutto e sono numerati in ordine crescente dal basso in senso orario.

##### I segmento
Corrisponde al lobo caudato, è rappresentato solo nella faccia posteriore del fegato. Si trova posteriormente al IV segmento. Lateralmente vi è il VII segmento, distinto dalla vena cava inferiore che decorre nel proprio solco, medialmente il II segmento, da cui è diviso dal solco del legamento venoso. Riceve rami dalla vena epatica media, dall'arteria epatica sinistra e destra, drena nella vena cava inferiore.

##### II segmento
È l'unico compreso nel settore laterale sinistro, per cui è il più laterale di tutto il fegato. Medialmente e inferiormente a esso vi è il III segmento, ed è diviso dal I segmento dal legamento falciforme. Drena nella vena epatica sinistra e in rari casi direttamente nella vena cava inferiore.

Gli otto subsegmenti epatici di Couinaud etichettati

##### III segmento
Costituisce la parte laterale del settore mediale sinistro, è quindi compreso tra la fessura ombelicale e la fessura portale sinistra. Lateralmente a esso vi è il IV segmento, medialmente il II segmento. Drena nella vena epatica sinistra.

##### IV segmento
Costituisce la porzione laterale del settore mediale sinistro, è compreso tra la fessura portale principale e la fessura ombelicale. Medialmente a esso vi è il III segmento, lateralmente il V segmento (il confine con questo segmento passa per l'asse verticale della cistifellea) e una parte del I segmento, superiormente con l'VIII segmento. Drena principalmente nella vena epatica media, ma possiede ramificazioni minori nella vena epatica sinistra.

##### V segmento
Costituisce la porzione inferiore del settore mediale destro del fegato. Confina medialmente con il IV segmento, lateralmente con il VI segmento, superiormente con l'VIII segmento. È compreso tra fessura portale destra e fessura portale principale. Drena nella vena epatica destra e nella vena epatica media.

##### VI segmento
Forma la porzione inferiore del settore laterale destro. Confina medialmente con il V segmento, superiormente con il VII segmento e per una piccola parte sulla faccia inferiore del fegato con il IX segmento.

##### VII segmento
Forma la porzione superiore del settore laterale destro. Confina medialmente con l'VIII segmento sulla faccia anteriore, mentre sulla posteriore è diviso dal I segmento dalla vena cava inferiore inferiormente con il VI segmento. Le sue vene drenano nella vena epatica destra e possono raggiungere la vena cava inferiore attraverso la vena epatica media destra.

##### VIII segmento
È presente solo sulla superficie anteriore del fegato, costituisce la porzione superiore del settore mediale destro dell'organo. Confina lateralmente con il VII segmento, inferiormente con il V segmento, medialmente con il IV segmento. Drena nella vena epatica media e nella vena epatica destra.

##### IX segmento
Rappresentato solo nella superficie posteriore del fegato, è una suddivisione del I segmento e ne rappresenta la parte destra, cioè quella prossima alla vena cava inferiore. Drena nelle stesse vene del I segmento. Confina inferiormente con il IV segmento, lateralmente con il VII segmento e superiormente con il I segmento.

#### Settori
Ogni settore contiene da 1 a 3 segmenti:
- il settore posteriore destro contiene i segmenti VI e VII
- il settore anteriore destro contiene i segmenti V e VIII
- il settore mediale sinistro contiene il segmento VI e parte del segmento I
- il settore laterale sinistro contiene i segmenti II e III

#### Fessure
Le fessure si distinguono in:
- maggiori, che contengono le vene epatiche
- minori, che non le contengono

##### Fessura portale principale
È compresa tra l'apice della cistifellea e la linea verticale immaginaria passante per il centro della vena cava inferiore. Divide il lobo destro dal lobo sinistro, il settore mediale destro dal settore mediale sinistro. Accoglie la vena epatica media.

##### Fessura portale sinistra
Divide il lobo sinistro del fegato nel settore laterale sinistro e nel settore mediale sinistro. Accoglie la vena epatica sinistra e si estende tra il legamento falciforme e il legamento triangolare sinistro.

##### Fessura portale destra
Questa fessura separa il settore anteriore destro (segmenti V e VIII) dal settore posteriore destro (segmenti VI e VII) e corrisponde al percorso della vena epatica destra. Il suo decorso è il più variabile tra le fessure epatiche. Segue un percorso approssimativamente obliquo attraversando il lob destro dall'estremità laterale del margine inferiore sino alla terminazione della vena epatica destra. Attraversa il punto di maggior spessore del parenchima epatico comunemente sezionato durante gli interventi di resezione epatica.

##### Fessura ombelicale
Separa i segmenti II e II dal segmento IV. Contiene uno tra i rami principali della vena epatica sinistra. Anteriormente si trova l'inserzione del legamento falciforme e inferiormente il legamento rotondo. In questo punto, sopra la fessura, può collocarsi un ponte di tessuto epatico che si estenda tra i segmenti III e IV.
Quando presente questo ponte è generalmente privo di vascolarizzazione e può essere separato in sicurezza mediante diatermia chirurgica. La fessura contiene anche la porzione ombelicale del ramo sinistro della vena porta, i dotti biliari che convergono a formare il dotto epatico sinistro e i rami terminali dell'arteria epatica sinistra.

##### Fessura venosa
È in continuità diretta con la fessura ombelicale sotto la superficie del fegato. Contiene il legamento venoso derivante dall'occlusione del condotto venoso di Aranzio e decorre tra il lobo caudato e il segmento II.

##### Fessura di Gans
Detta anche solco di Rouvière, si trova sotto la superficie del lobo epatico destro, posteriormente alla fossa della cistifellea e anteriormente al segmento I. È presente in oltre l'80% dei fegati normali. Spesso rappresenta il sito di separazione variabile tra il peduncolo portale e il settore posteriore destro.

### Istologia
Il fegato è una struttura tridimensionale complessa composta da elementi epiteliali e mesenchimali disposti in unità microscopiche ripetitive.

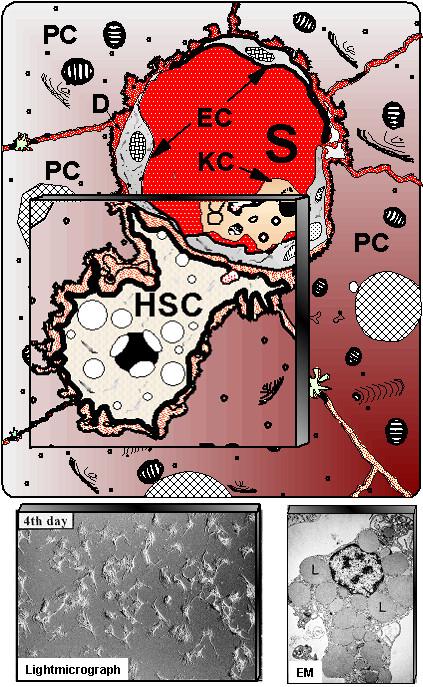
Cellule stellate del fegato

La struttura istologica di base del fegato è costituita da cordoni di cellule epiteliali strettamente intrecciati, che lo rendono una ghiandola a cordoni. Il lobulo epatico classico, con gli spazi portali alla periferia e la vena centrolobulare al centro, rappresenta l’unità morfo-funzionale più semplice e versatile dell’organo. Gli aspetti della fisiologia e del metabolismo epatico mostrano una distribuzione eterogenea lungo l’asse porto-centrale del lobulo, determinando la base della zonazione metabolica, che caratterizza l’attitudine funzionale e le caratteristiche ultrastrutturali dei diversi tipi cellulari epatici.

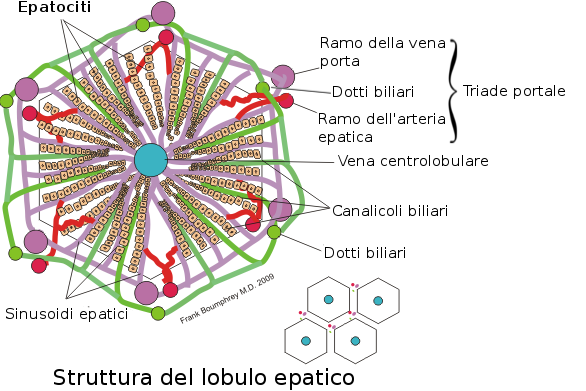
Schema di un lobulo epatico

La principale cellula epatica è l’epatocita, che presenta diversi domini specializzati: sinusoidale, laterale e canalicolare. Tra i cordoni di epatociti si trovano canali vascolari tortuosi chiamati sinusoidi, rivestiti da cellule endoteliali fenestrate che permettono al plasma sanguigno di muoversi liberamente dal vaso allo spazio perisinusoidale di Disse, di fronte agli epatociti. In questo spazio si localizzano le cellule di Ito, che immagazzinano vitamina A in uno stato quiescente e si attivano in risposta a danni epatici cronici.
Le cellule endoteliali dei sinusoidi e le cellule stellate epatiche sono in grado di rispondere a sostanze vasoattive modificando il diametro sinusoidale. I macrofagi residenti, come le cellule di Kupffer, insieme ai monociti circolanti e alle cellule linfocitarie, come le cellule NK, svolgono ruoli nel mantenimento della tolleranza immunitaria o nell’attivazione di risposte pro-infiammatorie.
I tratti portali sono canali che originano dall’ilo e si diramano nel fegato seguendo un pattern ramificato. Le strutture presenti in questi tratti includono il dotto biliare e i duttuli, l’arteria epatica, la vena porta, i vasi linfatici, le fibre nervose e alcune cellule infiammatorie. Il tessuto connettivo di supporto normale contiene principalmente collagene di tipo 1, che si colora di blu con la colorazione tricromica.

## Derivazione embriologica
Il fegato è tra gli organi che si sviluppano prima nell'embrione e rappresenta il principale centro per la funzione emopoietica. Si sviluppa a partire da un'evaginazione endodermica dell'intestino anteriore e dal mesenchima del setto trasverso che deriva dall'epitelio celomatico proliferante nella regione in cui si sta formando l'abbozzo cardiaco.

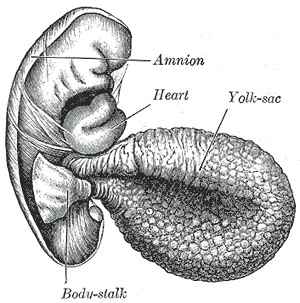
Embrione umano di 2,6 mm. Si nota il sacco vitellino (yolk sac).

Lo sviluppo del fegato è intimamente connesso allo sviluppo del cuore. Le vene vitelline e, successivamente, le vene ombelicali tributarie del seno venoso sono interrotte dal seno trasverso in via di espansione, in modo da formare un plesso epatico precursore dei sinusoidi epatici.
Man mano che si formano la piega cefalica e il celoma intraembrionale la parete ventrale della cavità pericardica origina popolazioni cellullari che prendono il nome di mesenchima pericardico o cardico.
L'endoderma epatico è indotto alla proliferazione da tale mesenchima nonostante tutte le porzioni del tubo cardiaco primitivo, tronco arterioso, atri, ventricoli, endocardio e miocardio possiedano un potenziale di induzione epatica tessuto-specifico, ma non specie-specifico.
Quando il cuore e l'intestino anteriore si separano in seguito all'accumulo di mesenchima cardiaco, lo stesso mesenchima viene ridefinito setto trasverso. Questo si presenta come una massa ventrale, caudale rispetto al cuore, che si porta dorsalmente su ciascun lato dell'intestino embrionale per unirsi al mesenchima proliferante proveniente dalle pareti di canali pericardioperitoneali.
La maggior parte delle cellule situate all'interno del setto trasverso è destinata a diventare mesenchima epatico. Allo stadio embrionale 11, l'endoderma epatico è localizzato al limite superiore dell'intestino medio ed, entro lo stadio 12, si dirige ventralmente e comincia a proliferare sottoforma di un diverticolo. In questa fase si distinguono due parti:
1. la porzione caudale da cui si svilupperà il dotto cistico e la cistifellea
2. la porzione craniale da cui si svilupperà il sistema biliare

Dopo il terzo mese, lo sviluppo del fegato, in particolare del lobo sinistro, diminuisce e l'intero organo si sposta nella porzione superiore dell'addome.

## Funzione
La funzione epatica si esplica sia come funzione singola da parte dell'epatocita sia come funzione globale dell'intero organo.

### Filtraggio del sangue
Essendo il primo organo esposto al sangue venoso proveniente dall’intestino, il fegato si è evoluto come un filtro biologico incaricato di rimuovere e processare i nutrienti alimentari come glucosio, lipidi e ferro, oltre alle tossine che potrebbero danneggiare organi privi di capacità di detossificazione.
Gli epatociti internalizzano molte di queste sostanze extracellulari attraverso meccanismi di endocitosi, tra cui:
- endocitosi fluido-dipendente
- endocitosi mediata da caveole
- endocitosi mediata da recettore (RME)

Durante la RME, recettori specifici sulla membrana basolaterale si legano a ligandi plasmatici e vengono inglobati in fossette rivestite di clatrina. Una volta all’interno della cellula, recettori e ligandi vengono smistati verso diverse destinazioni: riciclati, degradati in endosomi tardivi o lisosomi, oppure trasportati tramite vescicole endocitiche guidate da proteine Rab GTPasi, che regolano la fusione delle vescicole, il rimodellamento delle membrane e il trasporto lungo i microtubuli.
La capacità degli epatociti per la RME è sorprendente: entro un minuto dalla stimolazione, metà dei recettori per l'insulina o EGF viene internalizzata tramite fossette di clatrina. Sebbene piccole (∼50 nm), queste strutture occupano circa il 2% della superficie epatocitaria, equivalendo a una superficie totale di circa 15 m² nel fegato adulto, paragonabile a un posto auto. Questa elevata capacità di endocitosi rapida rende gli epatociti particolarmente adatti a filtrare il contenuto del sangue proveniente dal sistema portale epatico, contribuendo in modo cruciale alla funzione detossificante e regolatoria del fegato.

### Metabolismo delle proteine
Una volta raggiunto il fegato attraverso il sistema portale, le sostanze proteiche subiscono modificazioni metaboliche sia anaboliche che cataboliche. Il fegato è infatti responsabile di:
- sintesi dell'albumina, del fibrinogeno, della protrombina e di parte della globulina
- riserva di proteine sottoforma di amminoacidi
- sintesi dell'urea e detossificazione dell'ammoniaca proveniente dall'assorbimento intestinale e dalla deaminazione degli amminoacidi

### Metabolismo glucidico
Questa funzione è correlata alla capacità dell'epatocita di sintetizzare e immagazzinare glicogeno rilasciandolo a seconda delle richieste metaboliche. La glicogenesi e la metabolizzazione di glucosio, fruttosio e galattosio rappresentano le principali funzioni biochimiche del metabolismo dei carboidrati a livello epatico che ha come significato finale la glicogenolisi.

### Metabolismo lipidico
Il fegato è la sede in cui si realizzano:
- l'ossidazione e la degradazione degli acidi grassi
- la sintesi dei fosfolipidi per processi di transmetilazione
- il metabolismo del colesterolo

### Metabolismo delle vitamine e degli ormoni
Il fegato assorbe le vitamine liposolubili A, D e K attraverso l'emulsionamento da parte della bile, nonché fosforila la vitamina B e converte la riboflavina. Il fegato interviene nel metabolismo di estrogeni ed androgeni, ovvero sulla funzione corticosurrenalica e quella tiroidea con meccanismi di inattivazione, feedback ipofisario e di regolazione dei legami proteicoplasmatici.

### Metabolismo dei farmaci
Una funzione fondamentale del fegato è il metabolismo e/o la detossificazione degli xenobiotici. Il fegato utilizza i lisosomi per alcuni di questi composti, ma la biotrasformazione rappresenta la via principale per il loro metabolismo e detossificazione. Il fegato trasforma gli xenobiotici principalmente convertendoli da una forma lipofila a una forma idrofila attraverso due reazioni: fase I e fase II. Queste reazioni avvengono principalmente nel reticolo endoplasmatico liscio degli epatociti.
Le reazioni di fase I rendono il soluto più idrofilo tramite ossidazione, riduzione e idrolisi, usando principalmente la famiglia di enzimi citocromo P450 (CYP450). Il prodotto della fase I contiene una specie ossigenata che reagisce meglio con gli enzimi coinvolti nella fase II.
Le reazioni di fase II coniugano i metaboliti creati nella fase I per renderli ancora più idrofili e facilitarne la secrezione nel sangue o nella bile. Ci sono tre principali vie di coniugazione nella fase II:
1. coniugazione con glucuronato (es. bilirubina), che avviene nel reticolo endoplasmatico liscio
2. coniugazione con glutatione, che avviene principalmente nel citosol e in parte nei mitocondri
3. coniugazione con solfato, che avviene nel citosol, dove si trovano gli enzimi necessari

È essenziale che il glutatione sia nella forma ridotta. La sua deplezione può portare all’accumulo di metaboliti tossici, come si osserva nel sovradosaggio da paracetamolo. Alcuni descrivono il trasporto dei metaboliti prodotti da queste reazioni come fase III.

### Omeostasi del ferro
Un’altra funzione fondamentale del fegato è il mantenimento dell’omeostasi del ferro, un cofattore essenziale per processi cellulari vitali come la respirazione mitocondriale, la trascrizione genica e la replicazione/riparazione del DNA. La disregolazione di questo equilibrio può causare gravi patologie, come dimostrano le malattie genetiche legate allo stoccaggio del ferro 1.
Poiché il ferro non può essere sintetizzato de novo, l’organismo dipende dal ferro alimentare, che viene assorbito e immagazzinato principalmente negli epatociti e nei macrofagi. L’endocitosi è coinvolta sia nell’assorbimento che nel rilascio del ferro da parte degli epatociti. Nel sangue, il ferro è legato alla transferrina, che si lega ai recettori TfR1 e TfR2:
- TfR1 è espresso in tutti i tessuti e consente l’assorbimento costitutivo del ferro.
- TfR2, presente solo negli epatociti e nelle cellule eritroidi, ha un ruolo regolatorio nell’omeostasi del ferro, pur avendo un’affinità molto inferiore per la transferrina.

La transferrina legata al ferro viene internalizzata tramite endocitosi mediata da clatrina. All’interno dell’endosoma, il ferro si dissocia e viene trasportato nel citoplasma da proteine come DMT1, dove viene rapidamente sequestrato dalla ferritina, una proteina cava capace di contenere fino a 4.500 atomi di ferro.

Oltre all’assorbimento, gli epatociti regolano anche il rilascio del ferro nel sangue, comunicando con le cellule di Kupffer e altri macrofagi ricchi di ferro. Quando i livelli di ferro circolante sono elevati, il recettore TfR2 stimola la produzione di epcidina, un peptide che si lega al canale di esportazione del ferro (ferroportina), inducendone l’endocitosi e la degradazione. Questo processo riduce l’esportazione del ferro e ne favorisce l’immagazzinamento.

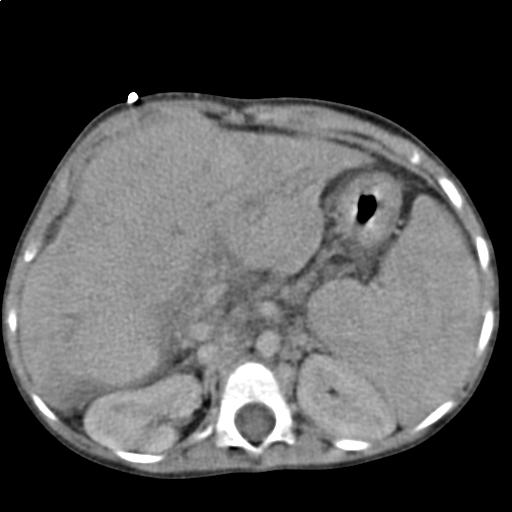
Tomografia computerizzata dell'addome. Si nota il fegato (sulla sinistra dell'immagine) colpito da cirrosi epatica.

## Patologia
Diversi fattori, tra cui virus, alcol, metaboliti, tossine e altri agenti patogeni, possono compromettere la funzione epatica, causando danni acuti o cronici che possono evolvere in malattie epatiche terminali. Pur condividendo caratteristiche comuni, le malattie epatiche presentano profili fisiopatologici, clinici e terapeutici distinti.

Rappresentano una vasta gamma di disturbi caratterizzati da danno agli epatociti, infiltrazione di cellule infiammatorie e attivazione delle cellule stellate epatiche, che nel complesso compromettono la funzione del fegato e ne alterano l’architettura. Le malattie epatiche acute derivano spesso da infezioni virali epatotropiche, sebbene il danno epatico indotto da farmaci (DILI) stia diventando sempre più diffuso a livello globale.

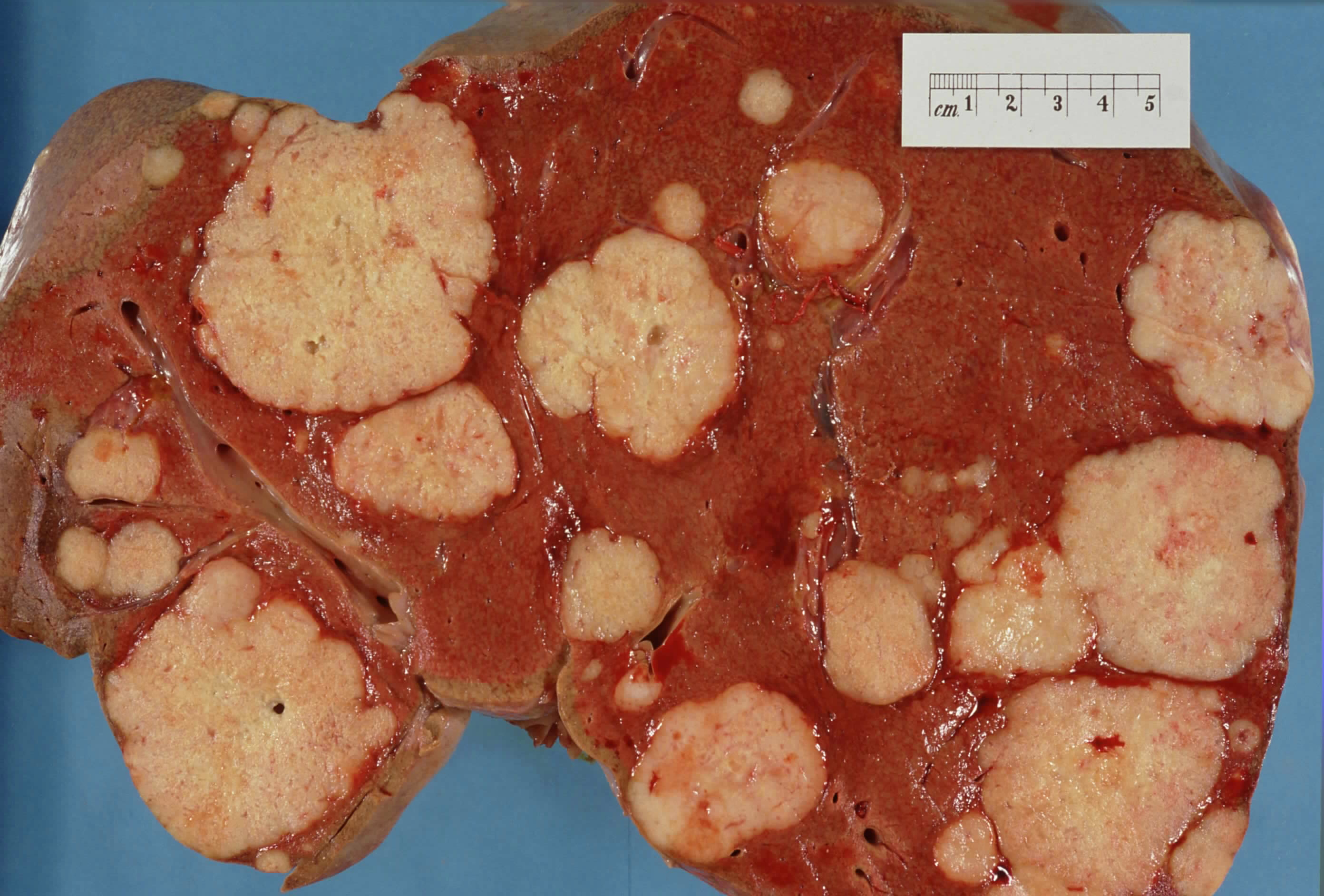
Reperto autoptico di un fegato attaccato da metastasi originatesi da un cancro del pancreas

Le condizioni epatiche croniche, invece, sono generalmente causate da fattori come il consumo di alcol, le infezioni da virus dell’epatite B (HBV) e dell’epatite C (HCV), insieme a una crescente incidenza della malattia epatica steatosica associata a disfunzione metabolica (MASLD) a livello mondiale. La progressione di queste condizioni croniche verso malattie epatiche terminali, come la cirrosi e il tumore al fegato, contribuisce in modo significativo alla morbilità e mortalità.
Pur presentando spesso caratteristiche clinico-patologiche simili, che vanno da stadi asintomatici a sintomi digestivi aspecifici, le malattie epatiche condividono profili biochimici e istologici che ne complicano la distinzione basata su un singolo parametro diagnostico.
I segni più comuni sono:
- ittero
- alterazioni emocoagulative
- epatomegalia
- ascite

## Chirurgia
Date le molteplici funzioni metaboliche del fegato e il notevole volume, affinché una lesione possa dare un'alterazione clinica di interesse chirurgico è necessario che determini un danno parenchimale diffuso o che si alterino singole funzioni correlate a precise strutture anatomiche.
Generalmente, per valutare la funzione epatica si determinano i valori ematici di:
- transaminasi (ALT-AST)
- indici di colestasi (GGT, fosfatasi alcalina)
- bilirubina
- albumina
- pseudocolinesterasi
- ammoniaca
- piastrine
- marcatori tumorali
- galattosio

Vengono inoltre valutati l'attività protrombinica in percentuale e l'INR. Per quanto riguarda la diagnostica strumentale e per immagini vengono utilizzate:
- l'ecografia
- la tomografia computerizzata
- la risonanza magnetica
- la PET
- l'angiografia
- la biopsia epatica

Le più comuni operazioni sono:
- la resezione epatica
- il trapianto di fegato

## Curiosità
- Il fegato è in grado di rigenerarsi anche a partire da meno della metà dell'organo originale[21]
- Secondo un noto mito greco Prometeo fu punito dagli dei per aver rivelato agli uomini il segreto del fuoco venendo incatenato a una roccia e costretto a farsi mangiare il fegato da un avvoltoio (o un'aquila, Ethon ) ogni giorno, poiché l'organo di notte si rigenerava, finché non venne liberato da Eracle[21]
- Secondo l'Iliade, Achille uccise un nemico suo coetaneo, Troo Alastoride, colpendolo con la spada al fegato in modo tanto violento da estrargli l'organo, che cadde a terra avvolto da una colata di sangue nero.[22]
- Il Talmud (trattato Berakhot 61b) vede nel fegato la sede della rabbia e nella cistifellea il suo contrario.[23]
- Presso gli Etruschi il fegato era considerato lo specchio della volta celeste ed era perciò esaminato dagli aruspici nelle divinazioni; famoso reperto in tal senso è il fegato di Piacenza.[24]
- Nella cultura araba il fegato è la sede dell'amore materno e nell'antica mitologia araba è la sede stessa della personalità[25]
- Il fegato viene citato 16 volte nel Corano come un "sinonimo attenuato" di cuore con forte connotazione spirituale[25]
- Secondo l'antica medicina greca il fegato era una sorta di canalizzatore di molte emozioni forti come rabbia, frustrazione, invidia e risentimento[26]
- Nella medicina cinese il fegato simboleggia il punto iniziale da dove partono la nostra energia e la nostra capacità di prendere le decisioni, il coraggio e la forza fisica, ovvero il luogo in cui s'immagazzinano rabbia e risentimento[26]